# Kris Vleugels
Kris Vleugels is een Belgisch politicus en auteur en was de drijvende kracht achter de Vlaamse beweging C'axent en erevoorzitter van de Evangelische Alliantie Vlaanderen (EAV).

## Levensloop
Kris Vleugels' vader André Vleugels was gedurende 12 jaar (van 1975 tot 1987) CVP-gedeputeerde voor de provincie Antwerpen. Kris Vleugels liep school op het Sint-Pietersinstituut te Turnhout. Vervolgens behaalde hij een graduaat godsdienstwetenschappen aan de Evangelische Theologische Faculteit Leuven (beter bekend als de Bijbelschool te Heverlee), waar hij afstudeerde in 1981. 
Vleugels begon zijn loopbaan als godsdienstleraar in het secundair onderwijs. In 1980 huwde hij en samen kregen ze vijf kinderen, van wie de oudste vroeg stierf.
In 1988 engageerde Vleugels zich in de plaatselijke en regionale CVP-werking van Bilzen en Zuid-Limburg. In 1994 was hij voor het eerst kandidaat voor de provincieraadsverkiezingen met de slogan Geef Limburg Vleugels. In juni 1995 volgde hij Erika Thijs op in de Provincieraad en zetelde tot aan de verkiezingen van 2000. 
In april 2004 richtte hij C'axent op, een beweging die de christelijke waarden meer wil laten doorwegen in de politiek. In tegenstelling tot de meeste politici uit de CD&V is Vleugels niet katholiek, maar Evangelisch christen. In 2001 werd hij voorzitter van de EAV, de koepelorganisatie van de Evangelisch-christelijke organisaties en gemeenten.
Voor de federale verkiezingen van 10 juni 2007 kreeg hij de 9e plaats op de Senaatslijst van CD&V/N-VA, maar kreeg net niet genoeg stemmen om rechtstreeks verkozen te worden.
Omstreeks 2008 was er felle discussie toen hij samen met Mia De Schamphelaere en de 'vzw Actie en gezin' actie voerde tegen de volgens hen platvloerse stijl van de Tolero-campagne van toenmalig Vlaams minister van Gelijke kansen Kathleen Van Brempt. Die campagne had als doel jongeren aan te sporen tolerant te zijn tegenover mensen met een andere seksuele geaardheid (Holebi's).